# Том Греннан
Том Греннан (нар. 8 червня 1995 р.) — британський співак та автор пісень. Співпрацює з лейблом Insanity Records.

## Біографія
Греннан народився в Бедфорді. Його батько був будівельником, а мати — вчителем. Має ірландсько-англійське походження і є великим шанувальником футболу, особливо Манчестер Юнайтед. У молодому віці був гравцем за Bedford Park Rangers. Том відвідував католицьку школу Св. Томаса. Його молодший брат — боксер.
У 18 років на вулиці його пограбувала група незнайомців, залишивши з чотирма металевими пластинами і гвинтами в щелепі, що «досі болить, коли настає зима». Він тренувався для того, щоб стати професійним футболістом. Якийсь час він виступав за «Лутон Таун», пробував сили за «Нортгемптон Таун» та «Астон Вілла». Та пізніше його звільнили. Деякий час працював у Costa Coffee. Він розповідав Music Week: «Я був близький до того щоби грати в Штатах, але щось говорило мені не робити цього і, очевидно, це була музика».
Початок його музичної кар'єри розпливчатий, але Том каже, що він був на домашній вечірці, де співав «Seaside» The Kooks. Він його не пам'ятав, але друзі були вражені і змусили його виконувати далі. Навчався в університеті. Також у 18 років він почав давати концерти по Лондону зі своєю акустичною гітарою, переважно на невеликих виставах в пабах майже три роки. Після виступу в пабі Фінсбері представник Insanity Records почув, як він грає, і запропонував контракт. Його дебютний EP, англ. "Something in Water" був продюсований Чарлі Хьюголом. Для нього було великим проривом випуск з Chase & Status у 2016 р. синглу англ. "All Goes Wrong", який був відмічений як «Найгарячіший запис» на англ. Annie Mac's Radio 1 Show. Після цього він був запрошений для виступу на шоу англ. Live Lounge від BBC Radio 1, після цього відбувся наступний виступ на шоу BBC Two "пізніше...з Джулс Холланд". Пісня в UK Singles Chart займає 65-те місце. Також вона з'явилась в шотландському і деяких європейських чартах.
У 2017 році він був включений до короткого списку англ. MTV Brand New Award, співаючи на MTV Showcase в лондонському Electric Ballroom 2 лютого 2017 року. Крім того, в 2017 році, Том мав епізодичну роль в кліпі Charli XCX для її пісні англ. "Boys" поруч з багатьма відомими артистами і заспівав дуетом з грайм MC Bugzy Malone на «Memory Lane». Він виступав на Трафальгарській площі під час шоу F1 Live in London в підтримку водіїв Формули-1. У березні 2018 року він розпочав британський тур на підтримку свого майбутнього альбому англ. Lighting Matches, який вийшов в липні 2018 року. Його пісня англ. Found What I've Been Looking For з'являється в саундтреку FIFA 18, а також використовується Sky Sports як пісня-тема для Super Sunday.

## Дискографія

### Альбоми
| Назва            | Рік  |
| ---------------- | ---- |
| Lighting Matches | 2018 |
| Evering Road     | 2021 |

### ЕР
- Something in the Water (жовтень 2016 р.)[8]
- Release the Brakes (березень 2017 р.)[9]
- Found What I've Been Looking For (липень 2017 р.)[10]

### Сингли
- 2016
  - «Something in the Water»
- 2017
  - «Praying»
  - «Found What I've Been Looking For»
  - «Royal Highness»
  - «I Might»
- 2018
  - «Wishing on a Star»
  - «Sober»
  - «Barbed Wire»
  - «Run in the Rain»

#### Як запрошений виконавець
- 2016
  - «All Goes Wrong» (Chase & Status[en] з Томом Греннаном)
- 2017
  - «Memory Lane» (Bugzy Malone[en] з Томом Греннаном)

## Нагороди та номінації
| Рік  | Організація | Нагорода                   |
| ---- | ----------- | -------------------------- |
| 2016 | MTV         | Brand New for 2017         |
| 2016 | BBC         | Sound of 2017              |
| 2016 | Ticketweb   | Ones To Watch 2017         |
| 2017 | BBC Radio 1 | Hottest Record of the Year |
| 2018 | Radio X     | Best Songs Of 2018         |
| 2018 | Global      | Rising Star Award          |
| 2018 | Global      | Best Indie                 |

## Список джерел
1. ↑   Журнал OX: співак-композитор довгого списку The BBC Sound of 2017 говорить про похвали, лірику, шкільні дні та фестивалі [Архівовано 12 червня 2018 у Wayback Machine.]
2. 1 2 3 4   Гардіан: Том Греннан — популярний міський хлопчина який залишив темні дні за спиною
3. ↑   Sound 17 on BBC Music: Том Греннан -Жорсткий, емоційний вокал, покладений на акустичні гітарні мелодії
4. 1 2 3   Metro: Вся увага Тому Греннану. Здобув визнання п'яним співом на вечірці, тепер улюбленець Елтона Джона
5. ↑   thecalmzone: Том Греннан знаходить те, що шукав [Архівовано 2020-12-01 у Wayback Machine.]
6. ↑   officialcharts: Chase & Status feat Том Греннан
7. ↑   Toggle: Тома Греннана дражнили через спів друзі по футболу [Архівовано 27 травня 2018 у Wayback Machine.]
8. ↑  Something in the Water - EP by Tom Grennan. iTunes (UK). Процитовано 22 жовтня 2018 р.
9. ↑  Release the Brakes - EP by Tom Grennan. iTunes (UK). Процитовано 22 жовтня 2018 р.
10. ↑  Found What I've Been Looking For - EP by Tom Grennan. iTunes (UK). Процитовано 22 жовтня 2018 р.